# إيفان ميشتروفيتش
كان إيفان ميشتروفيتش (15 أغسطس 1883- 16 يناير 1962) نحاتًا ومهندسًا معماريًا وكاتبًا كرواتيًا. كان أبرز النحاتين الكرواتيين الحديثين وشخصية فنية رائدة في زغرب المعاصرة. درس في ورشة بافل بيلينيتش للحجر في سبليت وفي أكاديمية فيينا للفنون الجميلة، حيث تشكل تحت تأثير حركة الانفصال الفيينية. سافر عبر أوروبا ودرس أعمال أساتذة عصر النهضة والأساتذة القدماء، ولا سيما ميكيلآنجلو، والنحاتين الفرنسيين أوغوست رودان وأنطوان بورديل وأريستيد مايول. كان منشئ مجموعة ميدوليتش الوطنية الرومانسية (دافع عن إنشاء الفن ذي الملامح الوطنية المستوحاة من الأغاني الشعبية البطولية). عاش في إبان الحرب العالمية الأولى في المغترب. عاد بعد الحرب إلى كرواتيا وبدأ فترة طويلة ومثمرة من النحت والعمل التربوي. هاجر في 1942 إلى إيطاليا، وفي 1943 إلى سويسرا وفي 1947 إلى الولايات المتحدة. كان أستاذًا للنحت في جامعة سيراكيوز ومنذ 1955 في جامعة نوتر دام في ساوث بيند في إنديانا.
تشكلت معظم أعماله المبكرة ذات الموضوعات الرمزية في روح حركة الانفصال الفيينية، التي يظهر بعضها، مثل بئر الحياة، أسطحًا انطباعية متواصلة أُنشئت تحت تأثير مذهب رودان الطبيعي، وصارت الثانية، إحياء الأسطورة الوطنية، بلاستيكيات تذكارية مُجددة (دائرة كوسوفو، 1908- 1910). قبل الحرب العالمية الأولى، ترك التجديد الملحمي المثير للشفقة، وعبر عن حالات شعورية متزايدة، كما يتضح من النقوش الخشبية للموضوعات الإنجيلية المصنوعة في مزيج من الأساليب القديمة والقوطية والانفصالية والتعبيرية. في عشرينيات وثلاثينيات القرن الماضي، ساد العنصر الكلاسيكي في أعماله. في هذه الفترة، أنشأ عددًا من النصب التذكارية العامة ذات التعبير البلاستيكي القوي، والأشكال الواضحة والمقروءة (غرغور نينسكي وماركو ماروليتش في سبليت، وأندريا ميدوليتش، وأندريا كاتشيتش ميوتشيتش، وجوزيب يوراج ستروسماير في زغرب، وبوبيدنيك في بلغراد، وسفيتوزار ميليتيتش في نوفي ساد وذا باومان وذا سبيرمان في شيكاغو). احتلت الصور مكانة خاصة في أعماله.
حقق ميشتروفيتش أعمالًا ذات قيمة بلاستيكية عالية في النصب والمشاريع النحتية والإنشائية، معظمها ذات تخطيط مركزي (ضريح عائلة راتشيتش في كافتات، وضريح عائلة ميشتروفيتش في أوتافيس، وجناح ميشتروفيتش في زغرب، ونصب البطل المجهول في بلغراد). صمم أيضًا كنيسة تذكارية للملك زفونيمير في بيسكوبيا قرب كنين مستوحاة من الكنائس الكرواتية القديمة، وقصرًا عائليًا تمثيليًا، صار غاليري إيفان ميشتروفيتش اليوم، وأعاد بناء قصر كريكفين كاشتيلاك المحصن من عصر النهضة في سبليت.

## حياته

### نشأته
وُلد في فربولي في سلافونيا، وقضى طفولته في قرية أوتافيس الدالماسية الصغيرة، وهي الموطن الأصلي لوالديه في جبال الألب الدينارية. كان أبوه فلاحًا فقيرًا ومربي أغنام. في السادسة عشرة، قُبل متدربًا لدى بافل بلينيتش، وهو أحد أساتذة البناء بالحجارة في سبليت.
تحسنت مهاراته الفنية عبر دراسته الأبنية التذكارية في المدينة وتعلمه على أيدي زوجة بيلينيتش، التي كانت مدرّسة في مدرسة ثانوية. عاجلًا، وجدوا مالك منجم من فيينا دفع لميشتروفيتش لينتقل إلى هناك ويُقبل في أكاديمية الفنون الجميلة، حيث درس تحت إشراف إدموند فون هيلمر وأوتو فاغنر. تعلم الألمانية من الصفر بسرعة وتأقلم مع البيئة الجديدة، لكنه حافظ على دراساته وأنهاها بنجاح.
في 1905، أقام معرضه الأول مع مجموعة حركة الانفصال الفيينية، متأثرًا بصورة ملحوظة بأسلوب الفن الجديد. سرعان ما صار عمله رائجًا، حتى بين أمثال أوغوست رودان الذي قال إن ميشتروفيتش أعظم ظاهرة بين النحاتين وإنه نحات أفضل منه حتى. بسبب تلك الشهرة، سرعان ما كسب مالًا يكفيه وزوجته (منذ 1904) روزا كلاين، ليسافرا إلى معارض أكثر عالمية.
انتقل ميشتروفيتش في 1908 إلى باريس وأكبسته المنحوتات التي أنجزها في هذه الفترة سمعة عالمية. حينئذ، كان إيفان صديقًا للرسامة التكعيبية يلينا دوروتكا (هيلين دوروتكا فون إيرنوول). انتقل في 1911 إلى زغرب، وسريعًا بعد ذلك إلى روما حيث تلقى الجائزة الكبرى عن الجناح الصربي في معرض روما الدولي لعام 1911. أُشيد بأعماله هناك لكونها قوية وتذكارية بالمقارنة مع القطع «الهشة والعقيمة» التي عرضها أقرانه، هيوغو ليدرر وأنتون هاناك وفرانز ميتزنر. ظل في روما، وقضى أربع سنوات يدرس النحت اليوناني القديم.
صار ميشتروفيتش داعمًا لليوغسلافيوية والهوية اليوغسلافية بعد سفره إلى صربيا وأثارت الثقافة الصربية إعجابه. نحت منحوتة عن الأسطورة الشعبية الصربية البطل الأمير ماركو للمعرض الدولي للفنون (1911)، والتي عُرضت إلى جانب 73 منحوتة أخرى في جناح مملكة صربيا. عندما سُئل ميشتروفيتش عن التمثال، أجاب: «ماركو هذا هو شعبنا اليوغسلافي بقلبه الهائل والنبيل». كتب ميشتروفيتش شعرًا يتكلم عن «العرق اليوغسلافي». كان أولئك الذين يعرفون آراء ميشتروفيتش يشيرون إليه باسم «نبي اليوغسلافيوية».

### الحرب العالمية الأولى ويوغسلافيا
عند اندلاع الحرب العالمية الأولى، وبعد اغتيال سراييفو، حاول ميشتروفيتش العودة إلى سبليت عن طريق البندقية، لكنه عدل عن ذلك بسبب التهديدات التي تعرض لها نتيجة معارضته السياسية للسلطات النمساوية المجرية. سافر في إبان الحرب ليقدم معارضًا في باريس وكان ولندن وسويسرا. كان عضوًا مؤسسًا في اللجنة اليوغسلافية.
كان أول فنان من أصل كرواتي يعرض أعماله في متحف فيكتوريا وألبرت في لندن عام 1915.
عاد بعد الحرب العالمية الأولى إلى وطنه إلى مملكة الصرب والكروات والسلوفينيين المتشكلة حديثًا والتقى حب حياته الثاني، أولغا كيستيرتشانيك، التي تزوجها بُعيد ذلك. أنجبا أربعة أطفال: مارتا وتفرتكو وماريا وماتي، ووُلدوا جميعًا في زغرب، حيث استقر إيفان وأولغا في 1922. كان معاصرًا وصديقًا لنيكولا تسلا. قضى ميشتروفيتش وعائلته لاحقًا أشهر الصيف في منزل صيفي بناه بحلول نهاية الثلاثينيات في سبليت. صار أستاذًا ولاحقًا مديرًا لأكاديمية الفنون الجميلة في زغرب، وانصرف إلى بناء العديد من الأعمال المشهورة عالميًا بالإضافة إلى العديد من المصليات والكنائس والمنح المتبرع بها لطلاب الفنون.
بحلول في 1923، صمم ضريح كنيسة عائلة راتيشتش التذكارية في كافتات، والمعروفة أيضًا باسم سيدة الملائكة. نحت أيضًا عددًا من التماثيل لمعبد وطني يوغسلافي لم يُبنَ قط، والذي كان ليقام في كوسوفو إحياءً لذكرى معركة كوسوفو 1389.